# Anodonthyla jeanbai
Espèce
Statut de conservation UICN

 EN B1ab(iii) : En danger
Anodonthyla jeanbai est une espèce d'amphibiens de la famille des Microhylidae.

## Répartition
Cette espèce est endémique de la région d'Anosy à Madagascar. Elle n'est connue que dans le parc national d'Andohahela, à environ 1 548 m d'altitude,.

## Description
Anodonthyla jeanbai mesure entre 14 et 20 mm. Cette espèce présente une grande diversité chromatique. Son dos est généralement brun clair avec quelques taches brunes irrégulières et une fine ligne longitudinale crème. Certains individus ont une marque sombre, plus ou moins visible, en forme de sablier au niveau de la ceinture scapulaire. Son ventre est jaunâtre.

## Étymologie
Cette espèce est nommée en l'honneur de Jean-Baptiste Ramanamanjato, herpétologiste malgache, surnommé « Jean-Ba », qui a aidé l'équipe dans son expédition au parc national Andohahela.

## Publication originale
- Vences, Glaw, Köhler & Wollenberg, 2010 : Molecular phylogeny, morphology and bioacoustics reveal five additional species of arboreal microhylid frogs of the genus Anodonthyla from Madagascar. Contributions to Zoology, vol. 79, p. 1-32 (texte intégral).